# عصا الراعي
طرنة، بطباط أو عَصَا الرَّاعِي أو الجُنْجُر أو الجَنْجَر أو شَبَط الغُول (من السريانية: شَبَطْ أي عصا) أو بَطْبَاط الطيور نوع نباتي يتبع جنس البَطباط من الفصيلة البطباطية.

## الاستعمالات الطبية
[بحاجة لمصدر]
- حالات تصلب الشرايين.
- الإمساك.
- الأعياء الجسدى.
- الحد من ارتفاع نسبة الكوليسترول في الدم.
- تقوية عمل الجهاز المناعى للجسم.
- يعطى الشعر المشيب اللون الأسود القاتم.
- يساعد على التئام الجروح ويكون النسيج الضام الذي يربط أعضاء الجسم ببعض.
- لعلاج حالات الدرن الرئوى.
- مقو للرحم ومدر للطمث.
- علاج لمشاكل الجهاز التنفسي والتهابات الحلق.